# Cariniocoris
Cariniocoris is een geslacht van wantsen uit de familie van de Miridae (Blindwantsen). Het geslacht werd voor het eerst wetenschappelijk beschreven door Henry in 1989.

## Soorten
Het genus bevat de volgende soorten:

- Cariniocoris geminatus (Knight, 1929)
- Cariniocoris ilicis (Knight, 1925)
- Cariniocoris nyssae (T. Henry, 1989)